# Rebekka Lemp

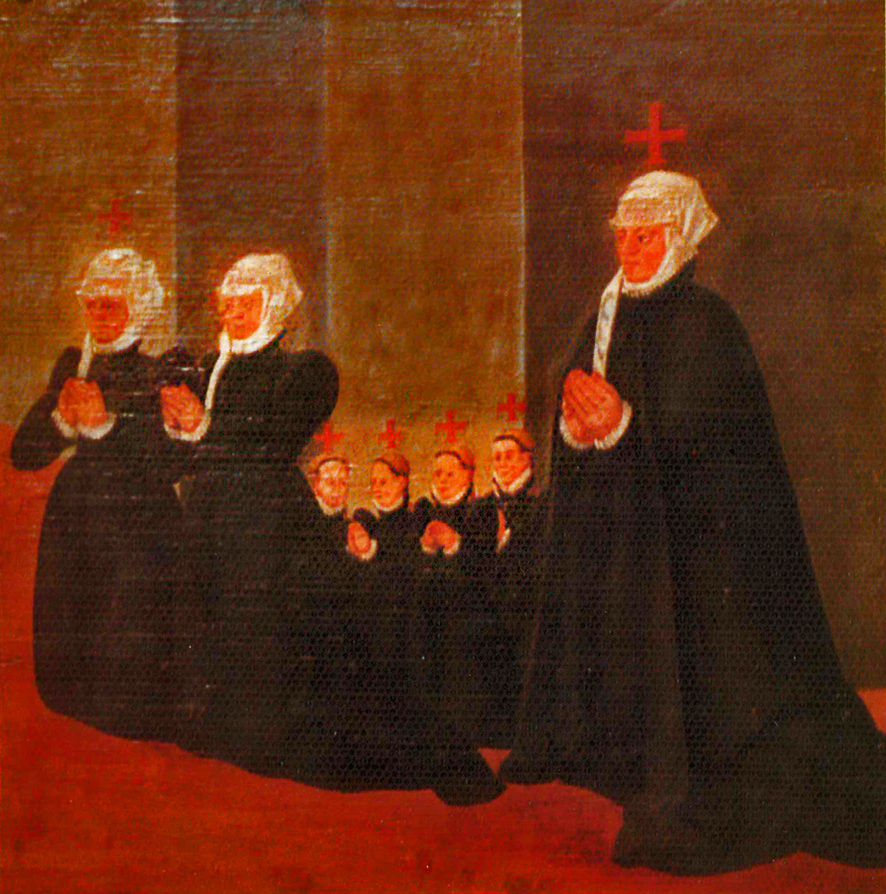
Rebekka Lemp auf dem Epitaph der Familie Lemp in der St. Georgkirche in Nördlingen (zweite von links)

Rebekka Lemp (auch Rebecca Lemp; * um 1550 in Nördlingen; † 9. September 1590 ebenda) war ein frühes Opfer der Hexenverfolgung in Nördlingen.

## Leben

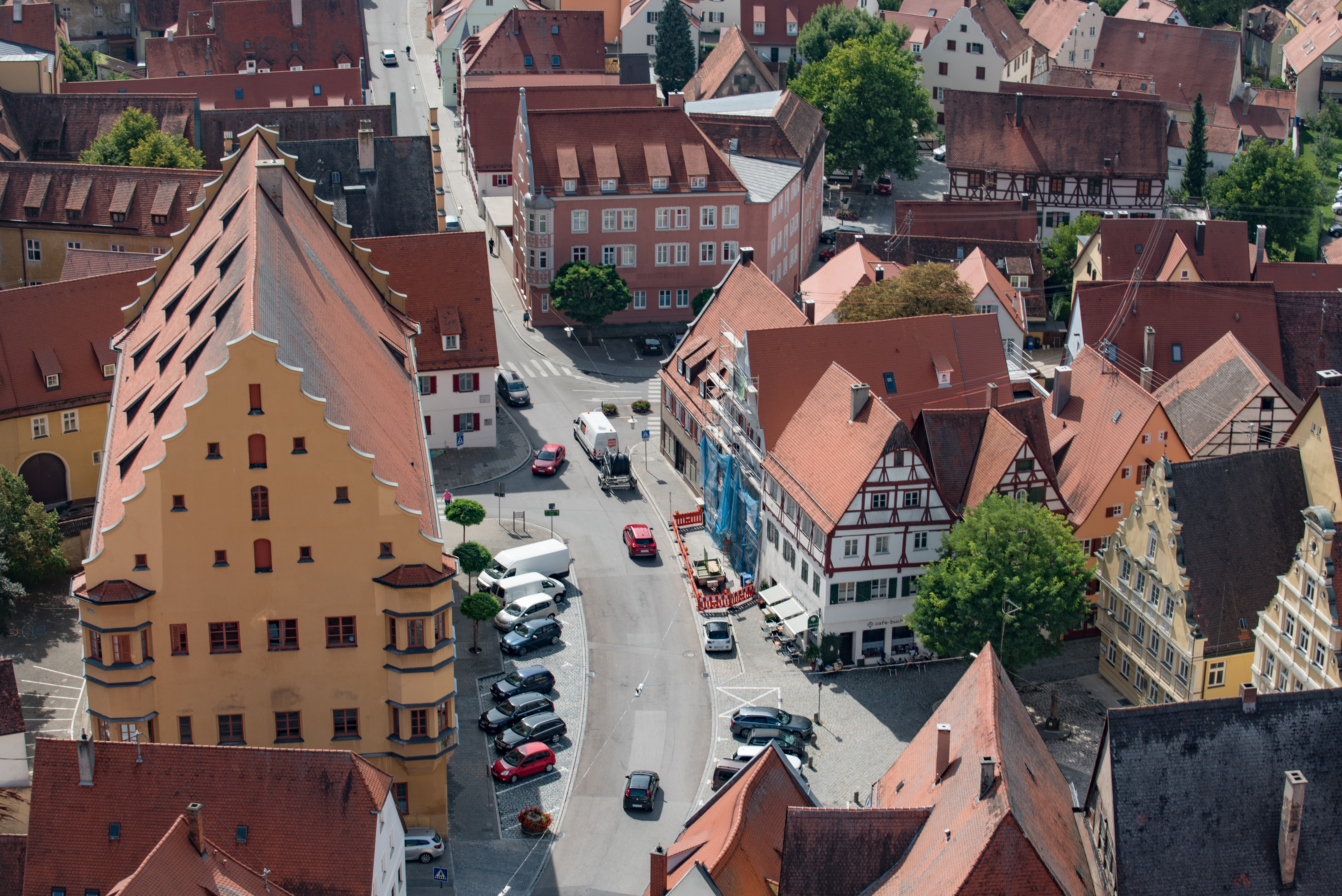
Der Weinmarkt in Nördlingen; das große Haus links, das Hallgebäude oder Zahlhaus, wurde 1541 gebaut und diente als Lagerhaus für Salz und andere kostbare Waren. Seit 1549 befand sich hier auch die Dienstwohnung des Zahlmeisters.

Rebekka Lemp wurde um 1550 als Tochter des Leinewebers Hans Dehler in der Reichsstadt Nördlingen geboren, in der 1555 die Reformation eingeführt wurde. Ihren späteren Ehemann Peter Lemp (1552–1630) kannte sie seit ihrer Kindheit als Nachbarn. Peter Lemp übernahm die Stelle des städtischen Zahlmeisters von seinem Vater Johann Lemp († 1580). Um 1570 heirateten sie und hatten 1590 drei Söhne (Peter, Johann Konrad, Samuel) und drei Töchter (Rebekka, Anna Maria, Maria Salome) im Alter zwischen 19 und 6 Jahren. Trotz eigenen Hausbesitzes in Nördlingen lebte die Familie in der Dienstwohnung im großen Zahlhaus auf dem Weinmarkt. Sie gehörte zu den angesehenen Familien der Stadt.
Am 1. Juni 1590 wurde Rebekka im Alter von ca. 40 Jahren verhaftet, wochenlang verhört, gefoltert und schließlich am 9. September 1590 nach 100 Tagen in Haft zusammen mit vier anderen Frauen wegen angeblicher Hexerei öffentlich hingerichtet. In dem aus ihrer Haftzeit erhalten gebliebenen Briefverkehr zwischen Rebekka und ihrem Mann und ihren Kindern wird das persönliche Leid der frommen Frau, des von ihrer Unschuld überzeugten Mannes und der ängstlich besorgten Kinder eindrücklich nachvollziehbar.

## Hexenprozess

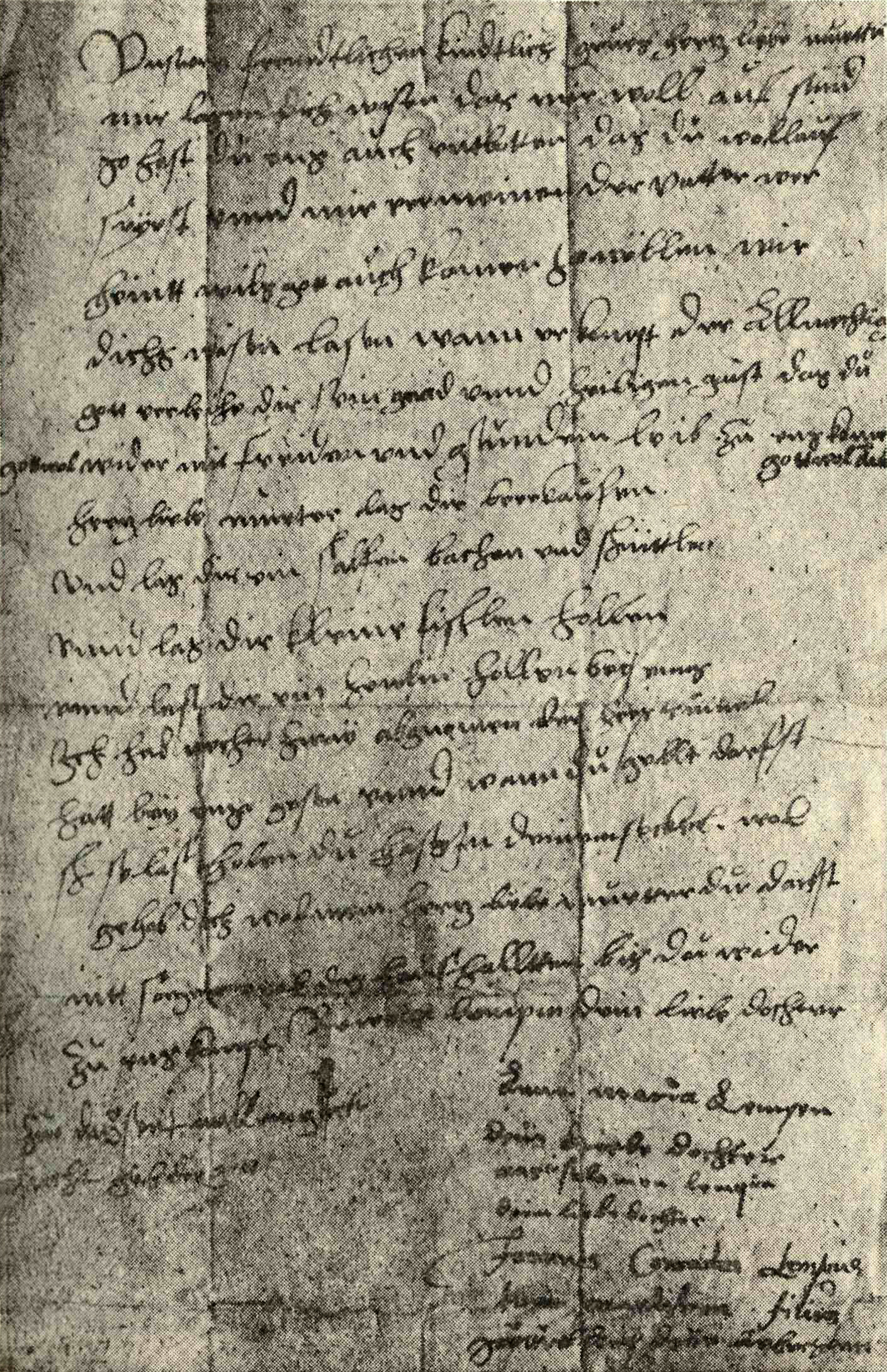
Brief der Kinder an ihre Mutter am Tag nach ihrer Verhaftung

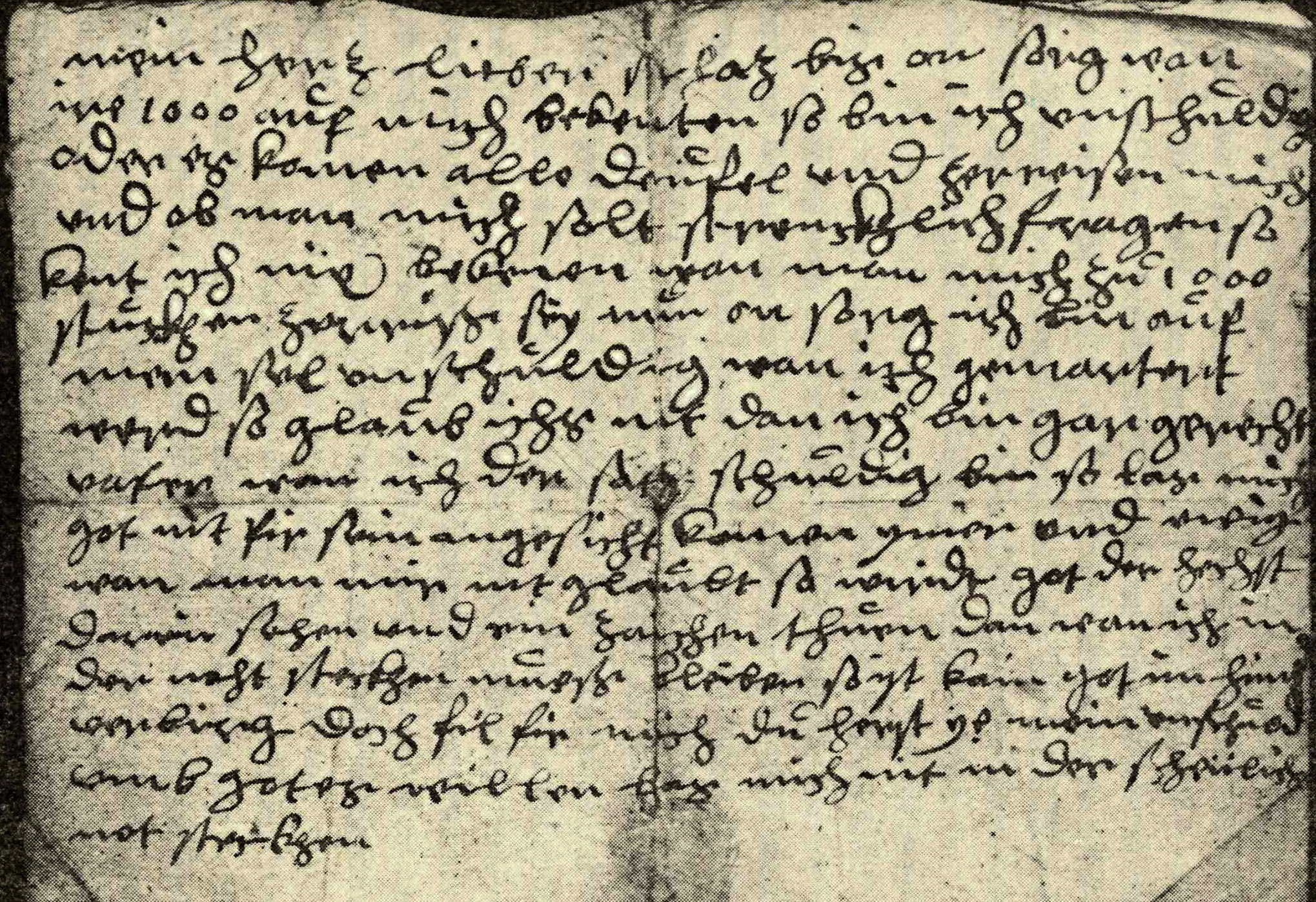
Brief von Rebekka an ihren Mann um den 10. Juli

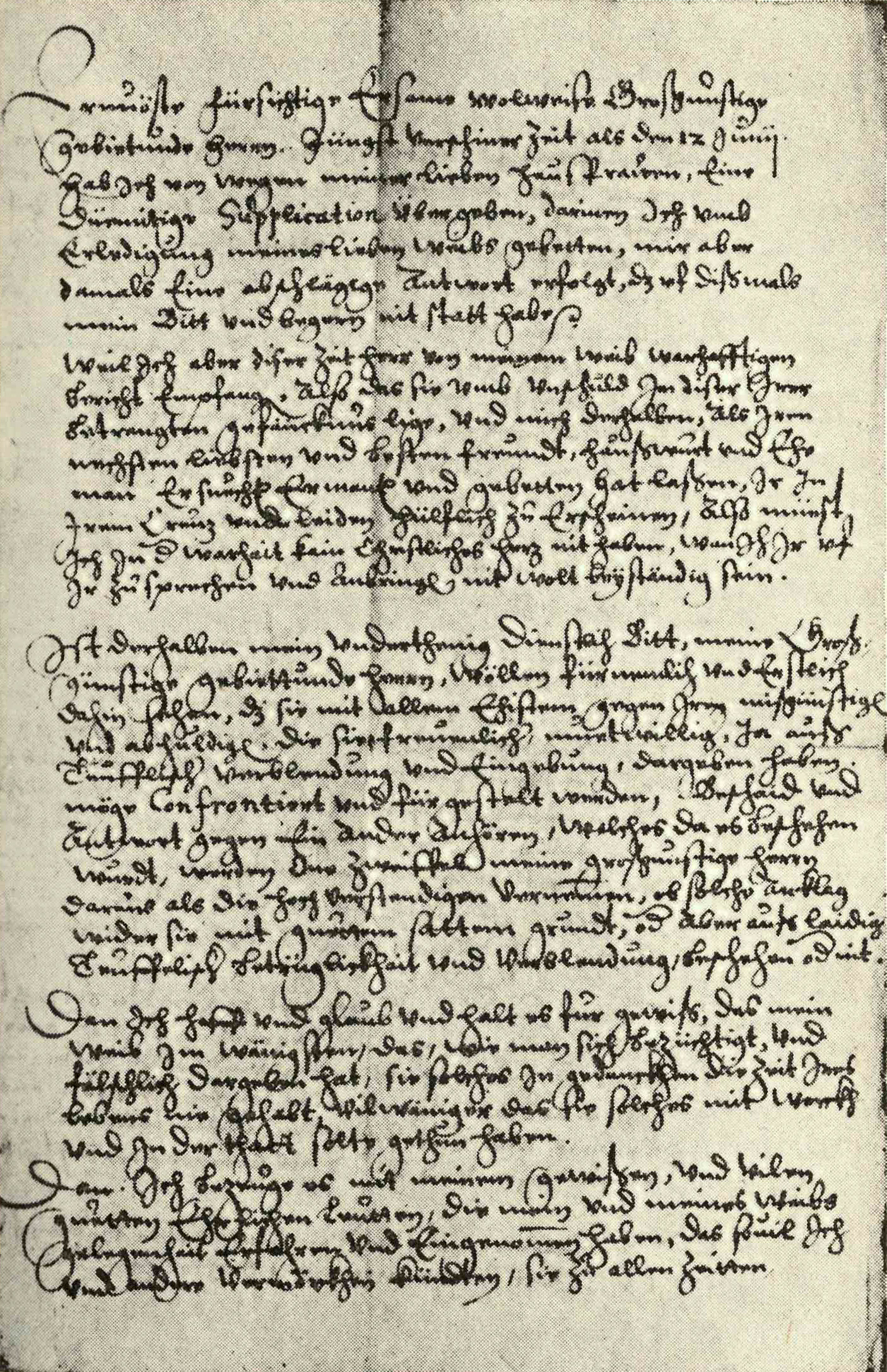
Bittbrief von Peter Lemp an den Rat der Stadt am 13. Juli

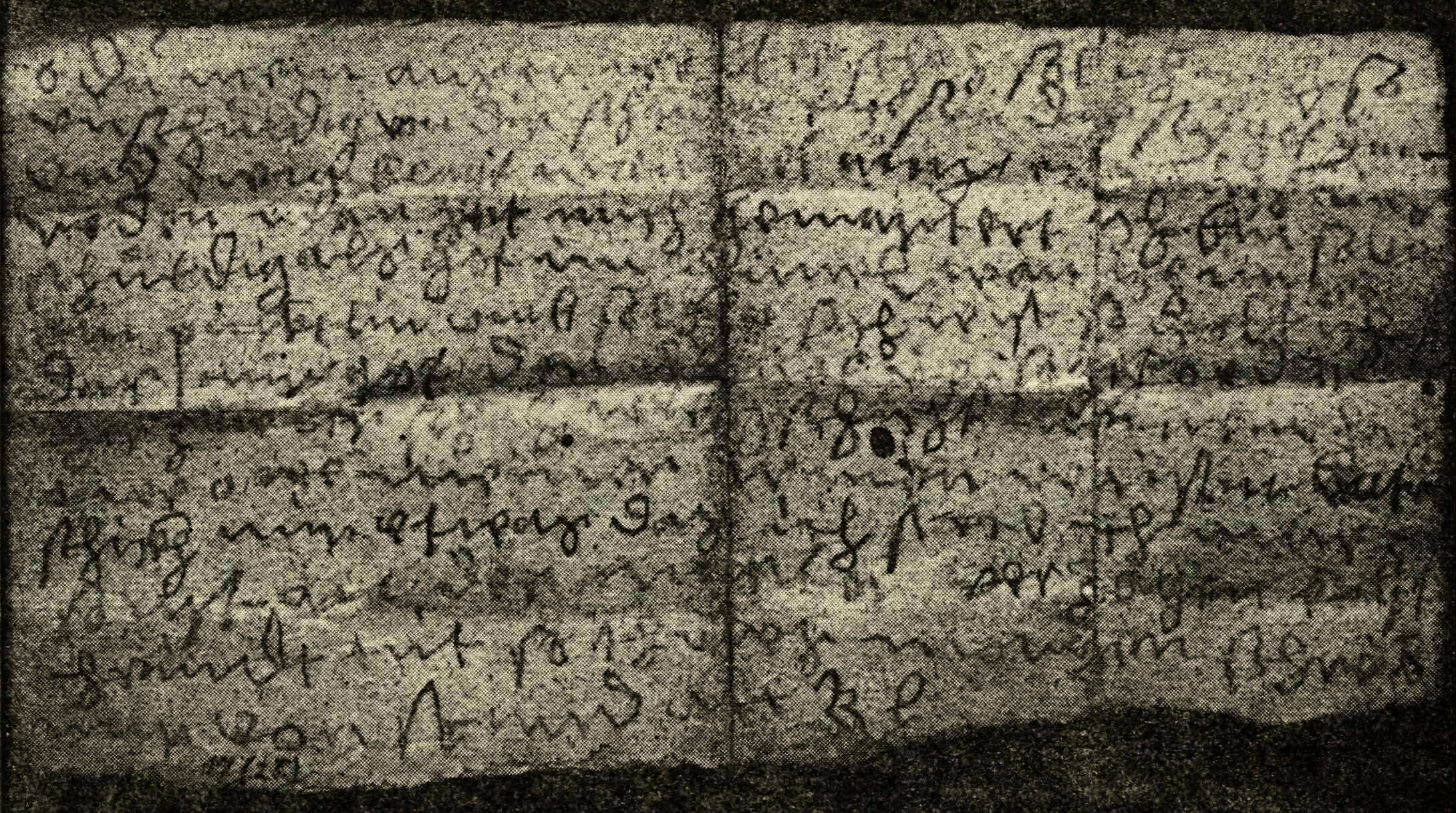
Brief von Rebekka an ihren Mann am 2. August

Die Hexenverfolgungen in Nördlingen hatten ihren Ausgang in der Verhaftung von Ursula Haider am 8. November 1589. Diese war im Zusammenhang des Todes der drei Kinder ihres Dienstherrn an den Pocken festgenommen worden. Bereits zuvor hatte die als „Närrin“ bekannte, vermutlich geisteskranke Frau sich selbst der Teufelsbuhlschaft bezichtigt. Nun behauptete sie auch, den Tod der Kinder verursacht zu haben. Der wenige Tage zuvor neu ins Amt gekommenen Bürgermeister Johannes Pferinger ließ sie festnehmen und von Syndicus Sebastian Röttinger verhören. Bei den Verhören behauptete sie, das Fleisch toter Kinder gegessen zu haben, und besagte weitere Frauen, die daran teilgenommen hätten. Dazu gehörte auch Rebekka Lemp. Am 15. Mai 1590 wurde Haider auf dem Scheiterhaufen hingerichtet. Mit ihr starben zwei von ihr besagte arme Frauen.
Während sich ihr Mann auf einer mehrtägigen Reise im Dienst der Stadt befand, wurde Rebekka Lemp am Montag, dem 1. Junijul. / 11. Juni 1590greg., wegen des Verdachts auf Hexerei in Nördlingen verhaftet. Mit ihr wurden an diesem Tag fünf weitere Frauen der Stadt aus demselben Grund verhaftet: Die Hebamme Barbara Lierheimer, Margarethe Frickinger, die Frau des Rathausverwalters Christoph Frickinger, Margaretha Hummel, Katharina Keßler, die schwangere Frau des Kürschners Jörg Keßler, und die sehr wohlhabende Bürgermeisterswitwe Barbara Wörlin.
Als Rebekka am nächsten Tag zum ersten Mal verhört wurde, rief sie Gott an und beteuerte ihre Unschuld. Nachdem ihr Mann wenige Tage später von seiner Reise zurückgekehrt war, unternahm er sofort Schritte, um die Entlassung seiner Frau zu erreichen. Am 6. Juli wurde Rebekka der Apollonia Aißlinger und der Ratsherrenwitwe Maria Schöpperlin gegenübergestellt, die beide vor ihr wegen Hexereiverdacht verhaftet worden waren. Beide hatten in den Verhören angegeben, sie bei Hexenzusammenkünften gesehen zu haben. Am 10. Juli wurden diese beiden Frauen zusammen mit der Engelwirtin Anna Koch hingerichtet, ohne ihre belastende Aussage widerrufen zu haben. Daraufhin wandte sich Rebekkas Mann mit einer erneuten Bittschrift an den Rat der Stadt, allerdings wieder ohne Erfolg.
Nach fast zweimonatiger Haft im ehemaligen Franziskanerkloster beschloss der Rat eine letzte gütliche Befragung für die Lemp und die Wörlin (Witwe des Bürgermeisters), dann aber mit ihnen so zu verfahren wie mit allen anderen. Am 29. Juli wurde Rebekka erstmals „peinlich befragt“ mit Daumenschrauben und „Spanischen Stiefeln“. Am nächsten Vormittag wurden diese Folterungen fortgesetzt, doch Rebekka blieb bei ihrer Aussage und erklärte weiterhin ihre Unschuld. Am Nachmittag wurde bei ihr die Foltermethode des „Leer Aufziehens“ angewendet. Dazu wurden die Hände hinter dem Rücken zusammengebunden und der Körper ohne weitere Gewichte (leer) daran hochgezogen. Unter diesen Schmerzen gestand sie die Vorwürfe von Teufelsbuhlschaft und Teufelspakt. In weiteren Verhören wurde sie dazu gebracht, auch den Hexenflug und die Schadenzauberei zuzugeben. Dabei nannte sie die Namen angeblicher Komplizinnen, ausschließlich Frauen aus ihrem näheren Bekanntenkreis. Alle waren ihre Nachbarinnen am Weinmarkt und entstammten den führenden Familien der Stadt. Mit Dorothea Gundelfinger war darunter sogar die Ehefrau des Bürgermeisters Karl Gundelfinder, der in die Prozesse involviert war. Lemp gab an, dass die Zusammenkünfte der „Hexen“ immer in den Amtsgebäuden der Stadt stattgefunden hätten. Dies geschah möglicherweise in der Hoffnung, dass sich die einflussreichen und wohlhabenden Familien der Hexenverfolgung entgegenstellen würden, wenn mehr Frauen aus ihrem Kreis angeklagt würden.
Nach dem Verhör am 2. August verfiel Rebekka Lemp in tiefe Verzweiflung, weil ihr Geständnis für sie den qualvollen Tod durch Verbrennung bedeutete und ein Widerruf neue Folterqualen. Zudem hatte sie durch die Denunziation Unschuldige belastet und sich dadurch versündigt. In einem Brief an ihren Ehemann bat sie ihn um Gift („Schick’ mir etwas“), um sich selbst das Leben zu nehmen. Im Verhör am nächsten Tag bekannte sie, dass sie Selbstmord begehen wollte. „Gott wolle es ihr verzeihen. Sie habe es nur getan, um ihren Kindern die Schande ihres schimpflichen Todes zu ersparen.“ Sie gestand alles, was man von ihr hören wollte, und war so schwach, dass sie kaum sprechen konnte und in ihr Gefängnis getragen werden musste.
Um den 10. August gelang es Peter Lemp, zu seiner Frau zu gelangen. Danach widerrief sie alles und erhob schwerste Anklagen gegen den Rat der Stadt. Doch nach neuen Folterungen nahm sie ihren Widerruf zurück und gestand auch, tote Kinder gegessen zu haben. Am 21. August gab sie sogar einige Morde zu, die bereits Ursula Haider vor ihr gestanden hatte.
Am 2. September wurde Rebekkas Todesurteil verkündet und am Mittwoch, den 9. Septemberjul. / 19. September 1590greg. vollstreckt. Rebekka Lemp wurde zusammen mit Anna Seng (verhaftet am 30. März 1590) und den mit ihr verhafteten Frauen Margarethe Frickinger, Margaretha Hummel und Barbara Wörlin an der Richtstatt auf dem Henkelberg öffentlich verbrannt. Es war die dritte Hexenverbrennung in Nördlingen seit dem Amtsantritt des Amtsbürgermeisters Johannes Pferinger, mit dem die Verfolgung begann.
Barbara Lierheimer war bereits am 23. Juli in der Haft gestorben. Die bei ihrer Verhaftung schwangere Katharina Keßler wurde acht Monate später, am 5. Mai 1591, hingerichtet, nachdem sie Ende Dezember einem Sohn das Leben geschenkt hatte. Von den vier von Rebekka Lemp besagten Frauen starb Dorothea Gundelfinger, nachdem sie 1592 Witwe geworden war, 1594 im Gefängnis, Anna Faul und Margaretha Stahel wurden verbrannt, während die alte Stadtschreiberin Anna Zweifel der Anklage entkam.
Peter Lemp heiratete kurz nach dem Tod seiner Frau die Witwe des Ratsdieners Peter Mair und schloss, als diese nach kurzer Zeit starb, eine dritte Ehe mit der Witwe eines Ratsherrn, der an Rebekkas Verurteilung mit gewirkt hatte. Bereits 1596 wurde er selbst Ratsherr.

## Briefe
(Transkription und Übertragung nach Lienert: Die geschändete Ehre der Rebekka L.)
- Brief der Kinder an ihre Mutter Rebekka Lemp vom 2. Juni 1590, am Tag nach ihrer Verhaftung:

„Unseren freundlichen, kindlichen Gruß, herzliebe Mutter. Wir lassen Dich wissen, daß wir wohlauf sind. So hast Du uns auch entboten, daß Du wohlauf seiest und wir meinen, der Vater wird heut, will’s Gott, auch kommen. So wollen wir Dich’s wissen lassen, wann er kommt. Der allmächtige Gott verleihe Dir seine Gnad und heiligen Geist, daß Du wieder mit Freuden und gesundem Leib zu uns kommst. Amen. 
Herzliebe Mutter, laß Dir Bier kaufen und laß Dir Schnittlein backen und laß Dir kleine Fischlein holen und laß Dir ein Hähnchen holen bei uns. Und wenn Du Geld bedarfst, so laß es holen. Du hast es in Deinem Säckel wohl. Gehab Dich wohl, meine herzliebe Mutter. Du darfst Dich nit sorgen um das Haushalten bis Du zu uns kommst. Zu tausendmal eine gute Nacht gebe Dir Gott. 
Rebekka Lempin, Deine liebe Tochter
Anna Maria Lempin, Deine liebe Tochter
Maria Salome Lempin, Deine liebe Tochter
Joannes Conradus Lempius, tuum amantissime filius
Samuel“
- Brief von Rebekka Lemp aus dem Gefängnis an ihren Mann, ca. 10. Juli 1590:

„Mein herzlieber Schatz, sei ohne Sorg. Wenn ihrer Tausend auf mich bekennten [mich der Hexerei beschuldigten], so bin ich unschuldig oder es kommen alle Teufel und zerreißen mich. Und ob man mich sollt strenglich fragen [foltern], so könnte ich nix bekennen, [auch] wenn man mich zu 1000 Stücken zerrisse. Sei nur ohne Sorg, ich bin auf meine Seele unschuldig. Wenn ich gemartert werd, so glaub ich’s nit, denn ich bin gar gerecht. Vater, wenn ich der Sach [Vergehen] schuldig bin, so lass mich Gott nit vor sein Angesicht kommen [für] immer und ewig. Wenn man mir nit glaubt, so wird Gott der Höchst darein sehen und ein Zeichen tun. Denn, wenn ich in der Not stecken muß bleiben, so ist kein Gott im Himmel. Verbürge doch viel für mich. Du hörst ja meine Unschuld. Um Gottes willen, laß mich nit in der Not stecken.“
- Bittschrift von Peter Lemp an den Rat der Stadt, am 13. Juli 1590:

„Ehrenfeste, fürsichtige, ehrsame, wohlweise, großgünstige, gebietende Herren! Ich hoffe und glaube und halte es für gewiß, daß mein Weib alles, dessen man sie bezichtigt, nicht einmal Zeit ihres Lebens in Gedanken gehabt, viel weniger denn, daß sie solches mit Wort und in der Tat sollte jemals auch nur im geringsten getan haben... Denn ich bezeuge es mit meinem Gewissen und vielen guten, ehrlichen Leuten, daß, soviel ich und andere bemerken konnten, sie zu allen Zeiten gottesfürchtig, züchtig, ehrbar, häuslich und fromm, dem Bösen aber jederzeit abhold und feind gewesen. Sie hat auch mich als ihren lieben Hauswirt die Zeit ihres Lebens ehrlich gehalten, darob ich für meinen Teil zufrieden gewesen bin. Ihre lieben Kinderlein hat sie gleichfalls, wie es einer treuen Hausmutter gebührt und zusteht, neben und samt mir treulich und fleißig nit allein in ihrem Catechismo, sondern auch in der heiligen Biblia, sonderlich [besonders] aber in den lieben Psalmen Davidis unterrichtet und unterwiesen, also, daß ich, Gott sei Lob und ohne mich zu rühmen, kein Kind habe, das nit etliche Psalmen Davidis auswendig weiß und erzählen könnte. Zudem kann niemand begründet behaupten, daß sie einmal einem Menschen einen einzigen Schaden am Leib oder sonstwo zugefügt hätte… Derohalben ist es mein und meiner lieben Kindlein, welche ich (Gott sei immer Lob) sechse an der Zahl hab, untertäniges und demütiges Flehen und um Gottes und des Jüngsten Gerichts willen, in welchem Jesus Christus, der gerechte Richter erscheinen wird, dienstliche Bitte, [daß] Eure ehrbaren und weitsichtigen Weisheiten als unserer ordentlichen Obrigkeit hiermit gegen unsere liebe Mutter ein gnädiges Einsehen haben und tragen und sie wieder zu uns gelangen lassen…“
- Letzter Brief von Rebekka Lemp an ihren Mann vom 2. August 1590:

„Oh Du mein auserwählter Schatz, soll ich mich so unschuldig von Dir scheiden müssen! Da[s] sei Gott immer und ewig geklagt. Man nötet uns, man muß reden, man hat mich gemartert [gefoltert]. Ich bin so unschuldig als Gott im Himmel. Wenn ich nur ein Pünktlein um solche Sach [Hexerei] wüßt, so wollt ich, daß mir Gott den Himmel versagt. O Du mein herzlieber Schatz, wie geschieht meinem Herz. Oh weh, oh weh, meiner armen Waisen. Vater, schick mir etwas [Gift], ich muß sonst an der Marter verzagen. Kannst [Du es] heut nit, so tu’s morgen. Schreib mir von Stund an. 
Das Ringlein trag um meinetwegen. Das Paterlein [Halskette] mach auf 6 Teile. Laß es unsere Kinder an den Händen tragen ihr Lebtag. O Schatz, Deiner unschuldigen Magelona, man nimmt mich Dir mit Gewalt. Wie kann’s doch Gott leiden [zulassen]. Wenn ich ein Unhold [eine Hexe] bin, so sei mir Gott nicht gnädig. Wohl geschieht mir so Unrecht über Unrecht. Warum will mich doch Gott nit hören? Schicke mir etwas, sonst muß ich  falsch reden. Ich möchte sonst meine Seele beschweren [mit Sünden].“